# Saint-Louis (Guadeloupe)
Pour les articles homonymes, voir Saint-Louis.
Saint-Louis ou parfois appelé Saint-Louis de Marie-Galante (en créole guadeloupéen : Senlwi ou Senlwi Marigalant ) est une commune française située sur l’île de Marie-Galante dans le département de la Guadeloupe. Ses habitants sont appelés Saints-Louisien(ne)s.

## Géographie

### Localisation

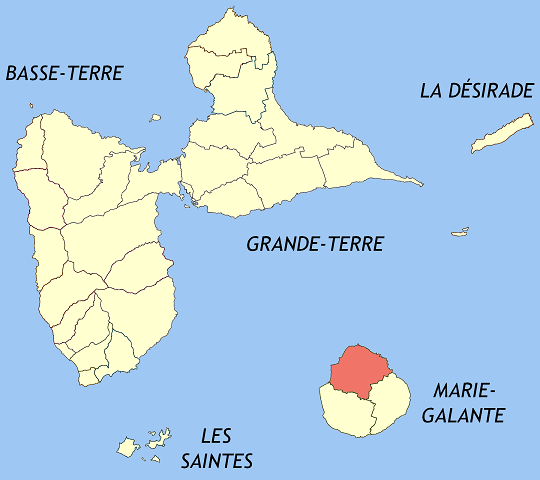
En rouge le territoire communal de Saint-Louis.

S'étendant sur 56,3 km2 de superficie totale, la commune de  Saint-Louis de Marie-Galante est située au nord de l'île de Marie-Galante, dont elle est la plus grande commune. Délimité au sud par la rivière de Saint-Louis et au nord par une haute falaise, son territoire est séparé en deux par une faille dite La Barre. La rivière du Vieux-Fort la traverse. La côte ouest est bordée de nombreuses plages et la commune compte parmi les plus beaux sentiers pédestres de l'île.
|             | Océan Atlantique |                             |
|             | Saint-Louis      |                             |
| Grand-Bourg |                  | Capesterre-de-Marie-Galante |

### Climat
Le climat de l'île y est de type tropical, bien que plus sec que celui de la « Guadeloupe continentale ».

## Urbanisme

### Typologie
Capesterre-de-Marie-Galante est une commune rurale, car elle fait partie des communes peu ou très peu denses, au sens de la grille communale de densité de l'Insee,,,.
La commune, bordée par l'océan Atlantique au nord, est également une commune littorale au sens de la loi du 3 janvier 1986, dite loi littoral. Des dispositions spécifiques d’urbanisme s’y appliquent dès lors afin de préserver les espaces naturels, les sites, les paysages et l’équilibre écologique du littoral, par exemple le principe d'inconstructibilité, en dehors des espaces urbanisés, sur la bande littorale des 100 mètres, ou plus si le plan local d’urbanisme le prévoit,.

### Lieux-dits et hameaux
Les principaux lieux-dits de la commune sont : l'Anse-du-Vent, Bagatelle, Barre-de-l'Île, Chalet, Chapelle-Sainte-Thérèse, Cocotier, Courbaril, Desmarais, Dorot, Giraud, Grandbassin, Grandpierre, Grelin, Guignes, Littoral, Maletie, Marie-Louise, Mayoumbé, Ménard, Merlet, Moustique, Pélisson, la Rase, Ribourgeon, la Rose-Verger, Saint-Charles, Saint-Germain, Saragot, les Sources, Vallon-Vrimouth, Vieux-Fort.

### Toponymie
Le premier nom du site est Aulinagan en amérindien. Le nom de Saint-Louis de Marie-Galante n’apparaît sur une carte qu’en 1760[précision nécessaire][réf. nécessaire] et fait référence au roi Louis IX communément appelé Saint-Louis.

## Histoire
Des populations Autochtones s'étaient installées de longue date sur le territoire de Saint-Louis de Marie-Galante avec des peuplements Arawaks puis Caraïbes. Beaucoup d'instruments servant à la culture sur brûlis de ces deux peuples ont été retrouvés. Au début de la colonisation, Caraïbes et Français cohabitaient pacifiquement. Mais, les Caraïbes ont perpétré des massacres sur ces colons. Les colons français bâtirent au lieu-dit Vieux-Fort leur première occupation sur l'île en 1648 qui devient le bourg principal. En représailles des violences commises par les Français en Dominique, les indiens caraïbes commettent à leur tour des violences contre les colons en 1653[réf. nécessaire]. Le bourg principal est alors reconstruit un peu plus loin.
La paroisse de Vieux-Fort est créée tardivement vers 1750. Après le tremblement de terre de 1843, Vieux-Fort détruit, les administrations s'installèrent dans la baie de Saint-Louis, et le bourg se développa autour de l'activité sucrière de l'île notamment après le cyclone de 1865.

## Politique et administration
Saint-Louis fut la première ville de Guadeloupe de moins de 3 000 habitants à s'inscrire dans les partenariats de type II promus par les Nations unies qui incluent l'émergence de la société civile, notamment avec l'ONG PLAC 21 qui constitue l'unique et première organisation non gouvernementale française des Caraïbes à détenir le « Statut consultatif spécial[Quoi ?] » conféré par le Conseil économique et social des Nations Unies[réf. nécessaire].  

### Rattachements administratifs et électoraux
La commune appartient à l'arrondissement de Pointe-à-Pitre et au canton de Marie-Galante depuis le redécoupage cantonal de 2014. Avant cette date, elle était le chef-lieu du canton de Saint-Louis.
Pour l'élection des députés, Saint-Louis fait partie depuis 1988 de la première circonscription de la Guadeloupe.

### Intercommunalité
La commune de Saint-Louis fait partie de la communauté de communes de Marie-Galante, dans laquelle elle est représentée par quatre conseillers. Cette assemblée a été créée en 1994 et compte 10 867 habitants en 2016.

### Liste des maires
| Période                                  | Période        | Identité         | Étiquette       | Qualité |
| ---------------------------------------- | -------------- | ---------------- | --------------- | --- |
| 1944                                     | 1951           | Albert Baclet    | PCF             | |
| Les données manquantes sont à compléter. |                |                  |                 | |
| mars 1965                                | mars 1971      | Albertine Baclet | UDR             | Directrice d'école Députée de la 3e circonscription de la Guadeloupe (1967 → 1968) Conseillère générale du canton de Saint-Louis (1958 → 1971)                                 |
| mars 1971                                | mars 1989      | Léopold Lubino   | DVG → UDF       | Conseiller général du canton de Saint-Louis (1971 → 1982) |
| mars 1989                                | mars 2001      | François Paméole | FGPS → GUSR     | Professeur de mathémathiques Conseiller général du canton de Saint-Louis (1982 → 2001)                                                                                         |
| mars 2001                                | 3 juillet 2020 | Jacques Cornano  | DVG (app. FGPS) | Professeur de génie électrique Sénateur de la Guadeloupe (2011 → 2017) Conseiller général du canton de Saint-Louis (2001 → 2011) Suppléant du député Éric Jalton (2002 → 2012) |
| 4 juillet 2020                           | en cours       | François Navis,  |                 | |
| Les données manquantes sont à compléter. |                |                  |                 | |

### Jumelages
- Belle-Île-en-Mer
- Saint-Louis du Mississippi[réf. nécessaire]
- Saint-Louis du Sénégal[13].

## Économie

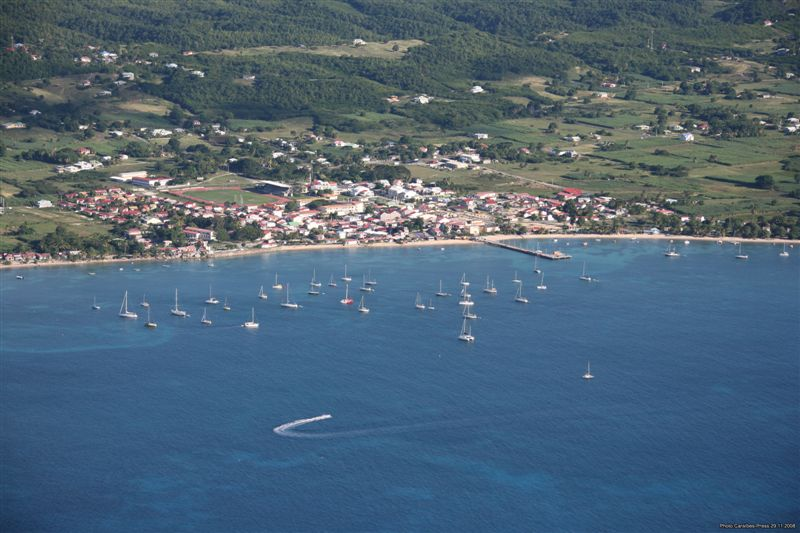
La baie de Saint-Louis.

Le port de Saint-Louis assure la liaison avec l'archipel et accueille une activité de pêche. L'activité principale de la commune est toutefois la culture de la canne à sucre pour la production sucrière et la distillation en rhum de Guadeloupe réalisée par les distilleries des autres communes marie-galantaise. L'élevage bovin prend également une place notable dans l'agriculture, en raison notamment de l'utilisation du bétail pour le transport de la canne à sucre.
La commune possède une antenne de la Chambre de commerce et d'industrie de Pointe-à-Pitre, et développe un projet d'une centrale photovoltaïque expérimentale[réf. nécessaire].
Le tourisme constitue également une part de l'activité économique de la commune, notamment avec le passage de petits bateaux de croisière, ainsi que le développement d'un événement sportif nautique, la « MG Race », une course internationale de motomarines, dont la première édition s'est tenue à Saint-Louis en 2020. Avec la disparition en mai 2013 de l'offre hôtelière portée par l'ex-hôtel Cohoba devenu Kawann – géré par la Compagnie hôtelière de Marie-Galante (CHMG) –, l'hebergement classique est cependant en forte baisse depuis cette date alors qu'il s'agissait du principal hôtel de standing de l'île et un employeur exclusivement local.

## Population et société

### Démographie
L'évolution du nombre d'habitants est connue à travers les recensements de la population effectués dans la commune depuis 1961, premier recensement postérieur à la départementalisation de 1946. À partir de 2006, les populations de référence des communes sont publiées annuellement par l'Insee. Le recensement repose désormais sur une collecte d'information annuelle, concernant successivement tous les territoires communaux au cours d'une période de cinq ans. Pour les communes de moins de 10 000 habitants, une enquête de recensement portant sur toute la population est réalisée tous les cinq ans, les populations de référence des années intermédiaires étant quant à elles estimées par interpolation ou extrapolation. Pour la commune, le premier recensement exhaustif entrant dans le cadre du nouveau dispositif a été réalisé en 2006.

En 2022, la commune comptait 2 594 habitants, en évolution de +4,94 % par rapport à 2016 (Guadeloupe : −2,67 %, France hors Mayotte : +2,11 %).
| 1961  | 1967  | 1974  | 1982  | 1990  | 1999  | 2006  | 2011  | 2016  |
| ----- | ----- | ----- | ----- | ----- | ----- | ----- | ----- | ----- |
| 4 331 | 4 299 | 4 155 | 3 624 | 3 404 | 2 995 | 2 833 | 2 582 | 2 472 |

| 2021  | 2022  | - | - | - | - | - | - | - |
| ----- | ----- | - | - | - | - | - | - | - |
| 2 528 | 2 594 | - | - | - | - | - | - | - |

### Manifestations culturelles et festivités
Chaque année la commune organise la fête de la Charrette, le 7 août, pour célébrer la tradition et l'utilisation du bétail pour le transport de la canne.

### Enseignement
Comme toutes les communes de l'archipel de la Guadeloupe, Saint-Louis est rattaché à l'Académie de la Guadeloupe. La ville possède sur son territoire une école maternelle (Guy-Dramort) et une école primaire (Léopold-Lubino). En ce qui concerne l'enseignement secondaire, la ville accueille le collège Albert-Baclet tandis que le lycée le plus proche est le lycée polyvalent Hyacinthe-Bastaraud de Grand-Bourg.

### Sports
Le stade municipal de Saint-Louis accueille les entraînements et les matchs du club de football du Saint-Louis Athlétic Club (SLAC). Depuis janvier 2020 se tient, sur trois jours sur le plan d'eau de Saint-Louis, la course par étapes de jet-skis créée par Éric Paulin, l'organisateur du « Karujet ».

## Culture locale et patrimoine

### Lieux et monuments
- L'ancienne prison, classée aux monuments historiques depuis 2009.
- La « Gueule Grand-Gouffre », un cratère de 50 m de diamètre et arche naturelle de 30 m de haut creusée par l'océan dans la falaise[21].
- Le « Trou à Diable », un site spéléologique.
- Les sentiers Écolambda pour découvrir la faune et la flore caraïbe dans un amphithéâtre naturel.
- Les moulins de Ménard, d'Agapy, de Mayolette, et le site de Fréchy-Dorot.
- La mairie de Saint-Louis est l'œuvre de l'architecte Ali Tur construite entre 1931 et 1932[22].
- Les plages de la commune sont celles d'Anse de Mays, Anse Moustique, Anse Canot et de Vieux-Fort, ainsi que l'îlet de Vieux Fort. La plage de Saint-Louis se trouve administrativement sur le territoire de la commune de Grand-Bourg au sud des marais Saint-Charles et de Folle-Anse.

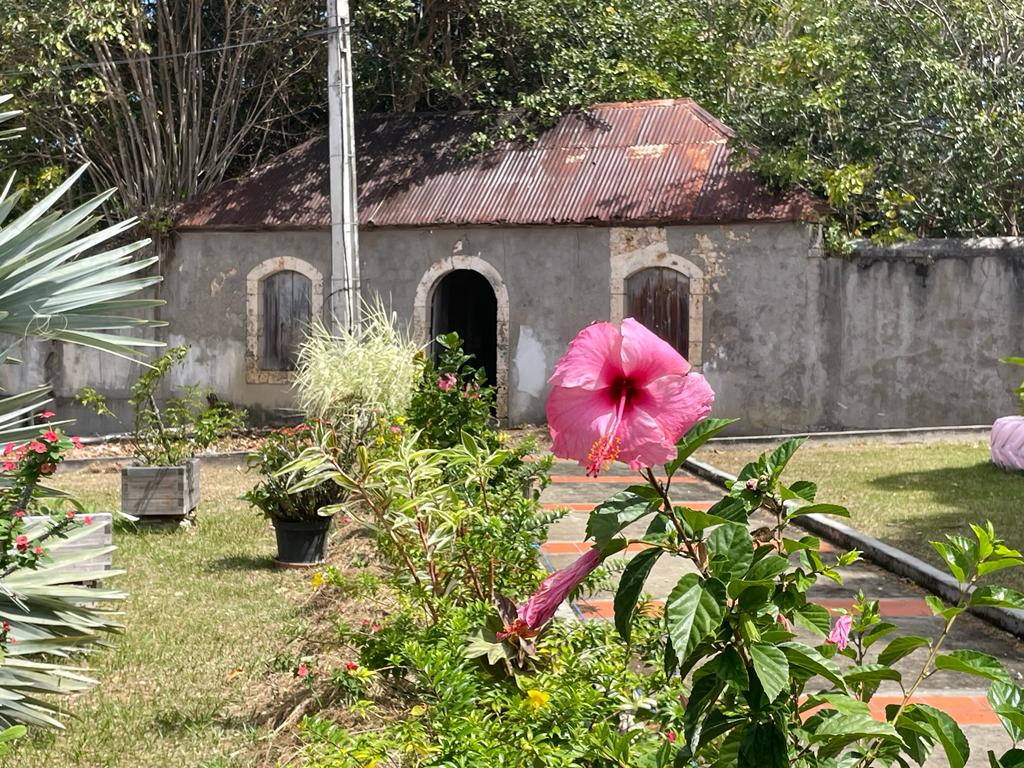
L'ancienne prison
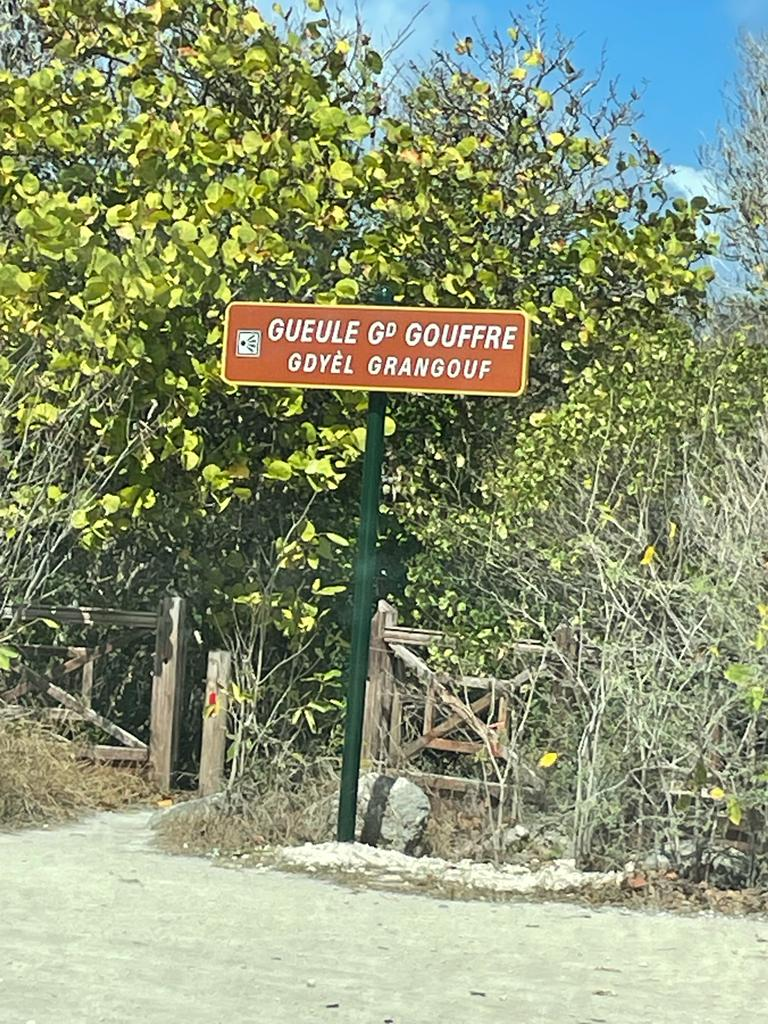
Gueule Grand Gouffre (panneau en créole)
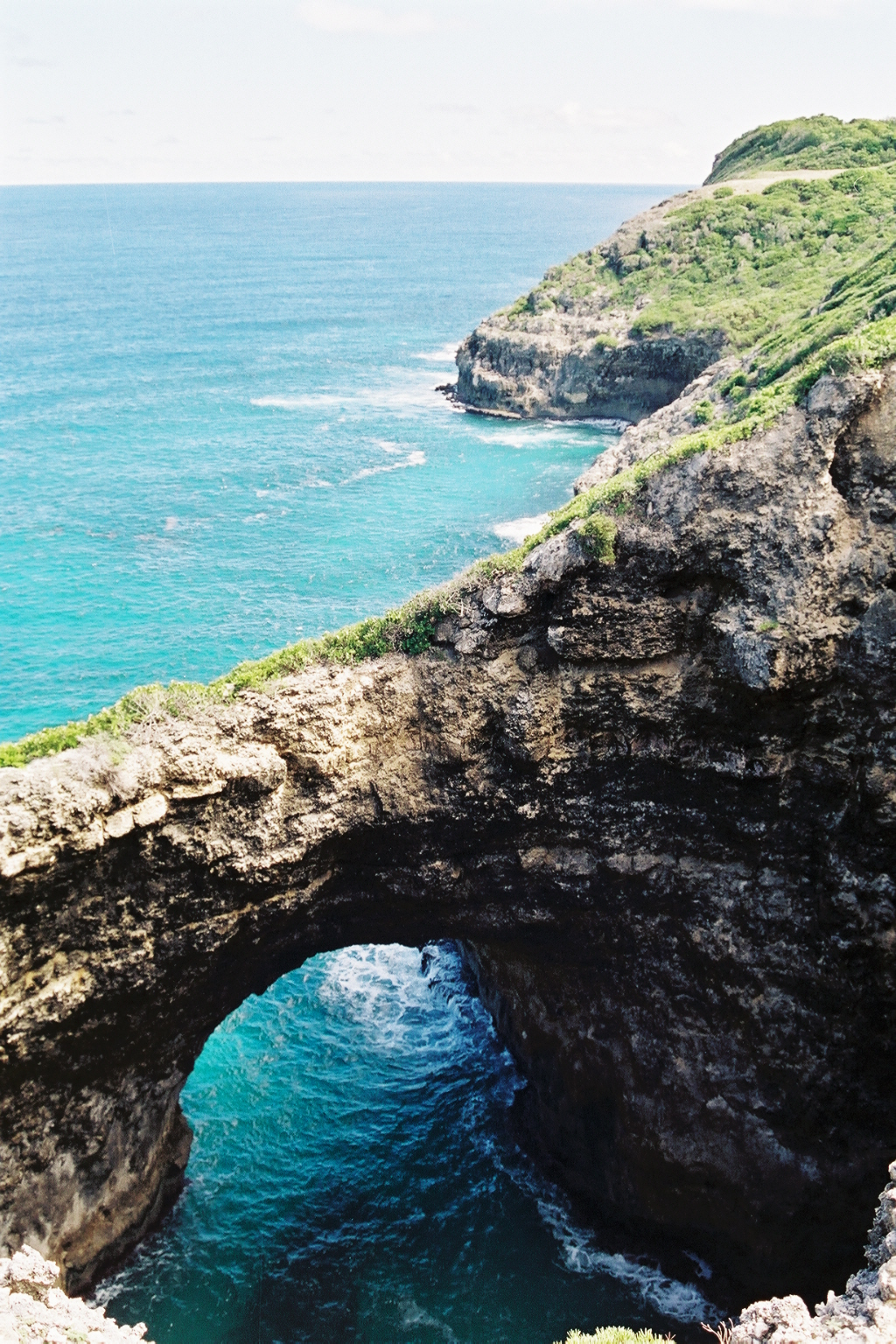
Gueule Grand-Gouffre
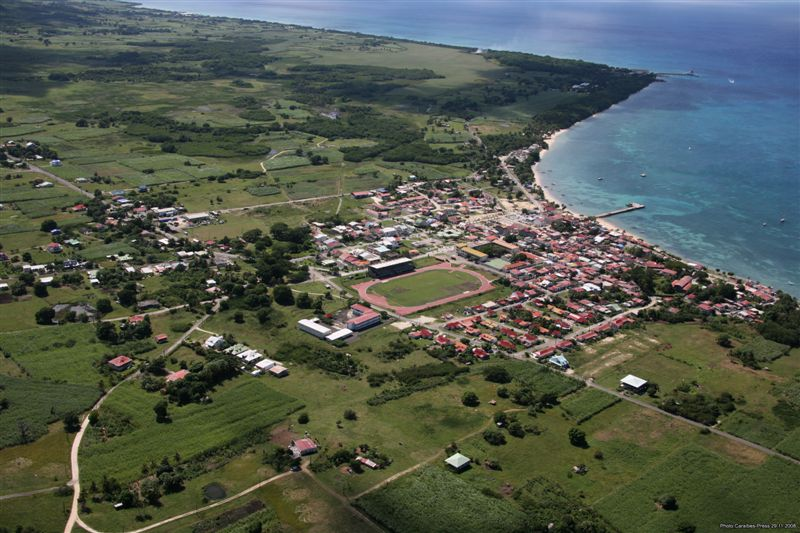
La Baie de Saint-Louis
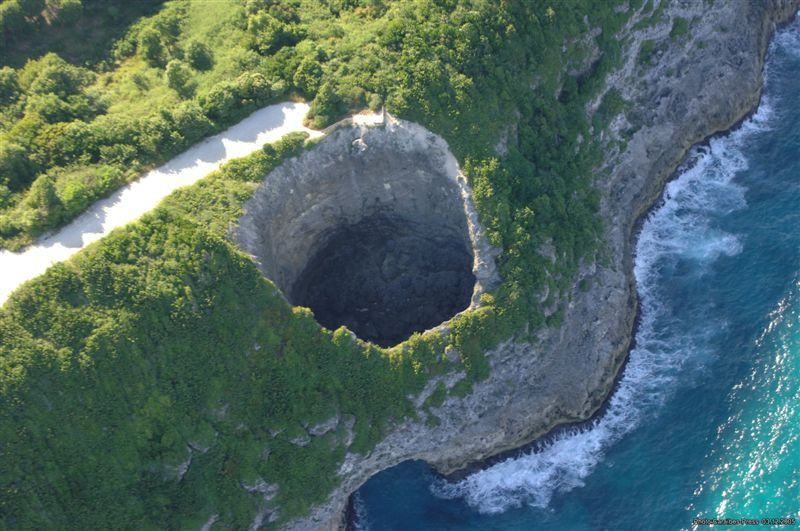
Gueule Grand Gouffre vue du ciel
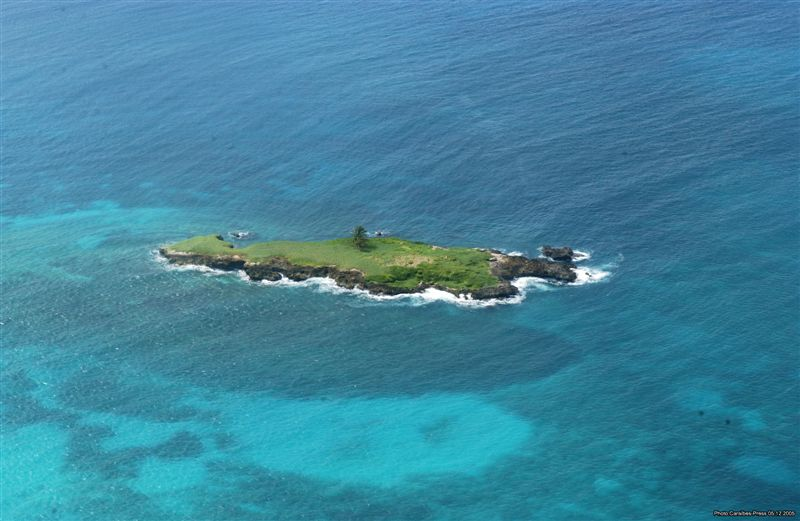
L'îlet de Vieux Fort
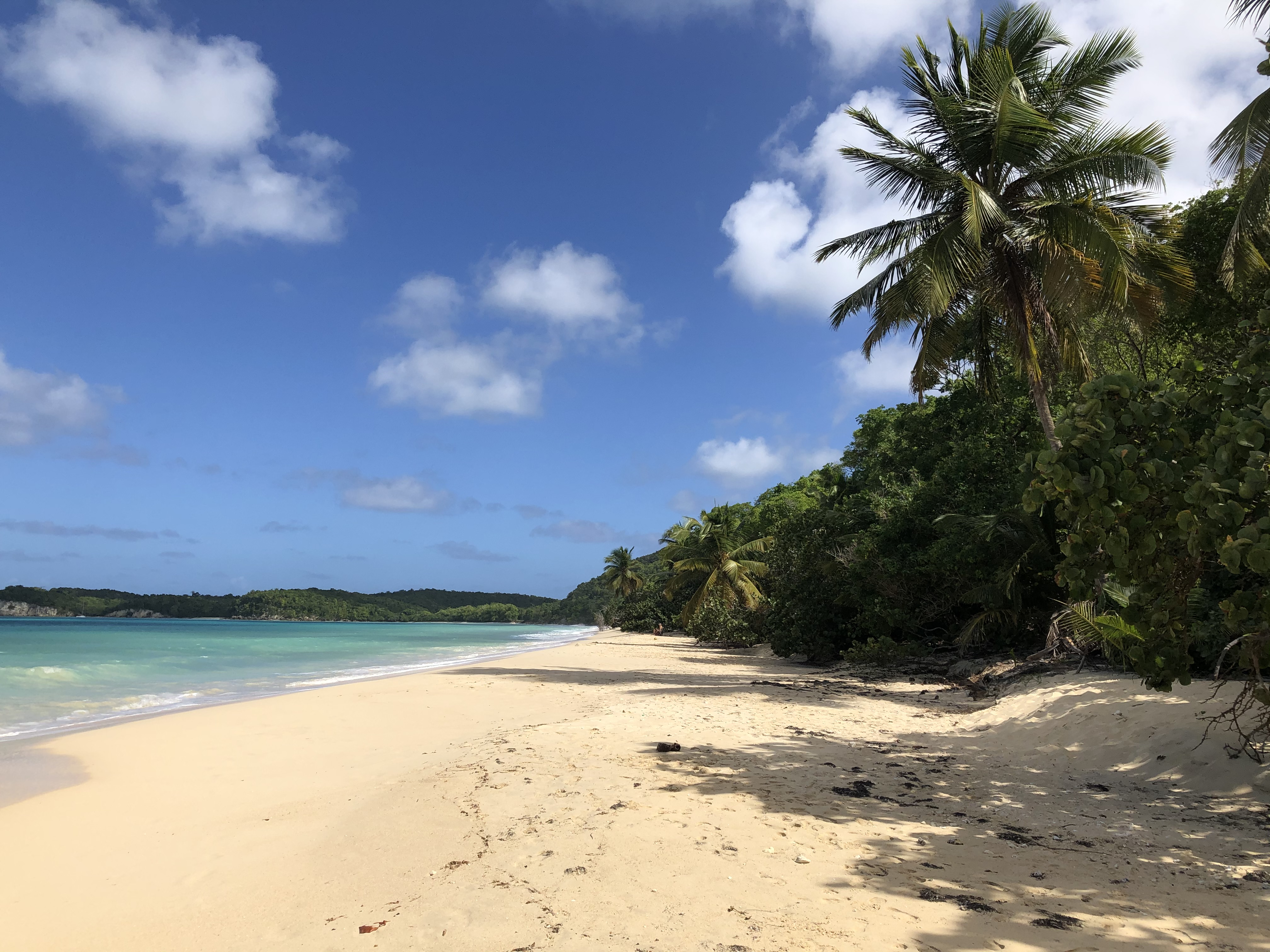
Plage de la Folle-Anse

### Personnalités liées à la commune
- Albertine Baclet, maire de Saint-Louis de 1965 à 1971, député 1967 à 1968.
- Jacques Cornano, maire de Saint-Louis depuis 2001 et sénateur depuis 2011.